# Audi e-tron Frankfurt

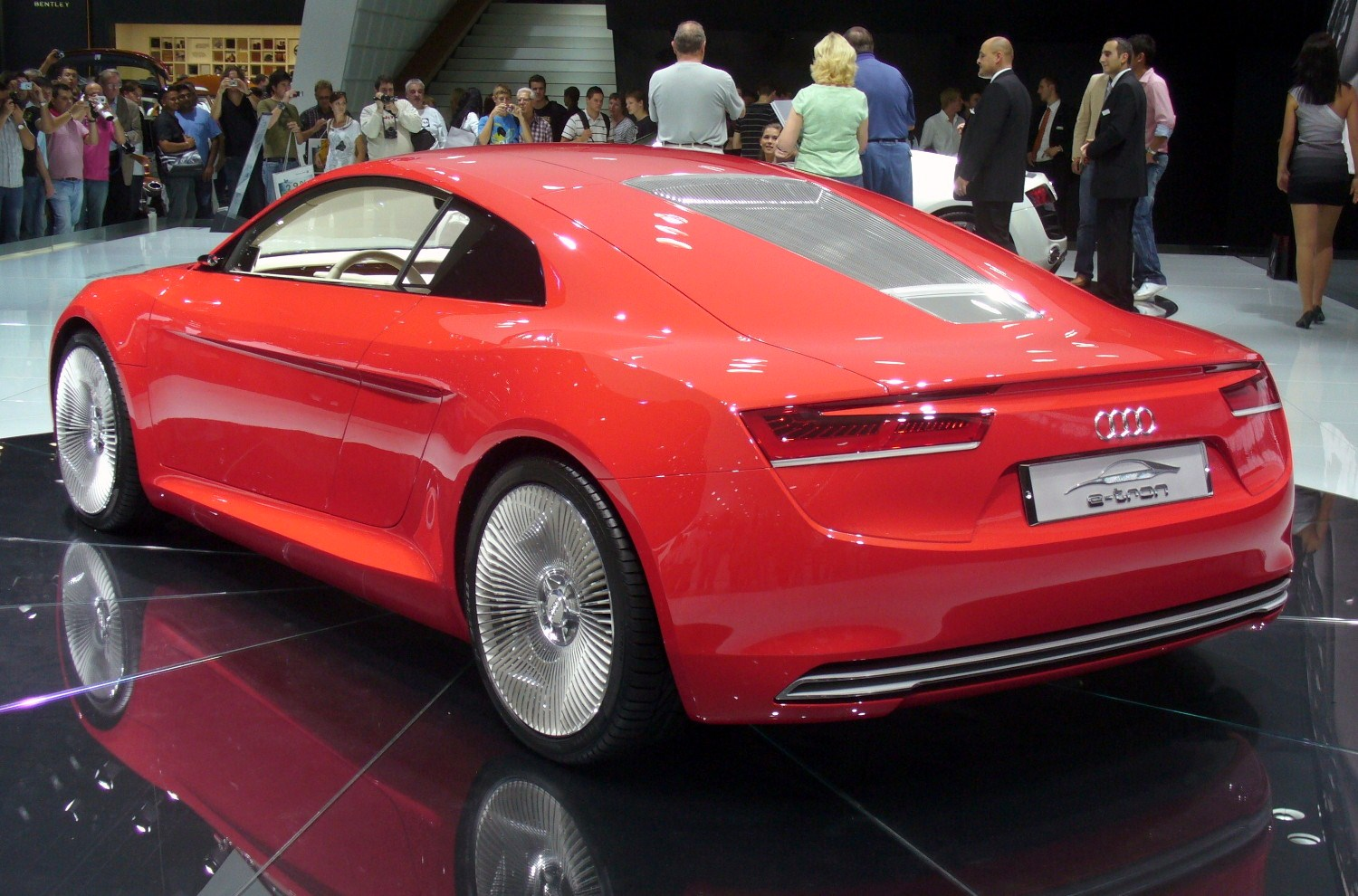
Heckansicht des Audi e-tron

Der Audi e-tron ist ein erstmals zur IAA 2009 in Frankfurt vorgestelltes, von Audi entwickeltes Elektroauto. Es gehört zur Marke e-tron.

## Überblick
Der e-tron ist im Gegensatz zu den meisten neueren Elektroautos ein Sportwagen. Sein Design ist an das des R8 angelegt, wirkt jedoch futuristischer.
Innerhalb von 4,8 s beschleunigt der e-tron von 0 auf 100 km/h, für den Zwischenspurt von 60 auf 120 km/h benötigt er 4,1 Sekunden. Die Höchstgeschwindigkeit wurde von den Herstellern zur Schonung des Akkumulators auf 200 km/h begrenzt. Die maximale Reichweite beträgt 248 km.
Der Rahmen des 1600 kg schweren Autos besteht aus Aluminium, die Hülle aus kohlenstofffaserverstärkten Kunststoff (CFK).

## Technik

### Motor
Der Audi e-tron (Frankfurt-Showcar) verfügt insgesamt über vier Asynchronmotoren, einen pro Rad. Je nach Bedarf kann an jedem Rad ein unterschiedliches Drehmoment anliegen. Alle vier Motoren gemeinsam erzeugen eine Leistung von 230 kW und ca. 450 Nm Drehmoment. Der Audi e-tron (Detroit-Showcar) verfügt über zwei Asynchronmotoren und ein Drehmoment von 2650 Nm.

### Akkumulator
Hinter den Sitzen ist beim e-tron der Lithium-Ionen-Akkumulator installiert. Er wiegt 470 kg und hat eine Nennkapazität von 53 kWh, wobei jedoch nur 42,4 kWh nutzbar sind. Ein vollständiges Laden des Akkumulators dauert an einer Haushaltssteckdose sechs bis acht Stunden, eine Hochgeschwindigkeitsladestation verkürzt den Prozess auf 2,5 Stunden. Als Schnittstelle ist im Heck ein Kabel zu finden.

### Technische Merkmale
Der e-tron ist mit einer Reihe technischer Neuentwicklungen ausgestattet. Die Rekuperation, die auch schon in anderen Elektroautos genutzt wird, ist hier auch zu finden. Elektromechanische Bremsen, die vollständig ohne Hydraulik funktionieren, erhöhen jedoch die Effizienz dieser Technik. Daneben wird erstmals in einem Auto eine Wärmepumpe genutzt, die die von den Motoren abgegebene Wärme für die Heizung nutzt. Die Kühler des e-tron sind variabel und öffnen sich nur dann, wenn es für die Kühlung nötig ist.

## Weitere Versionen

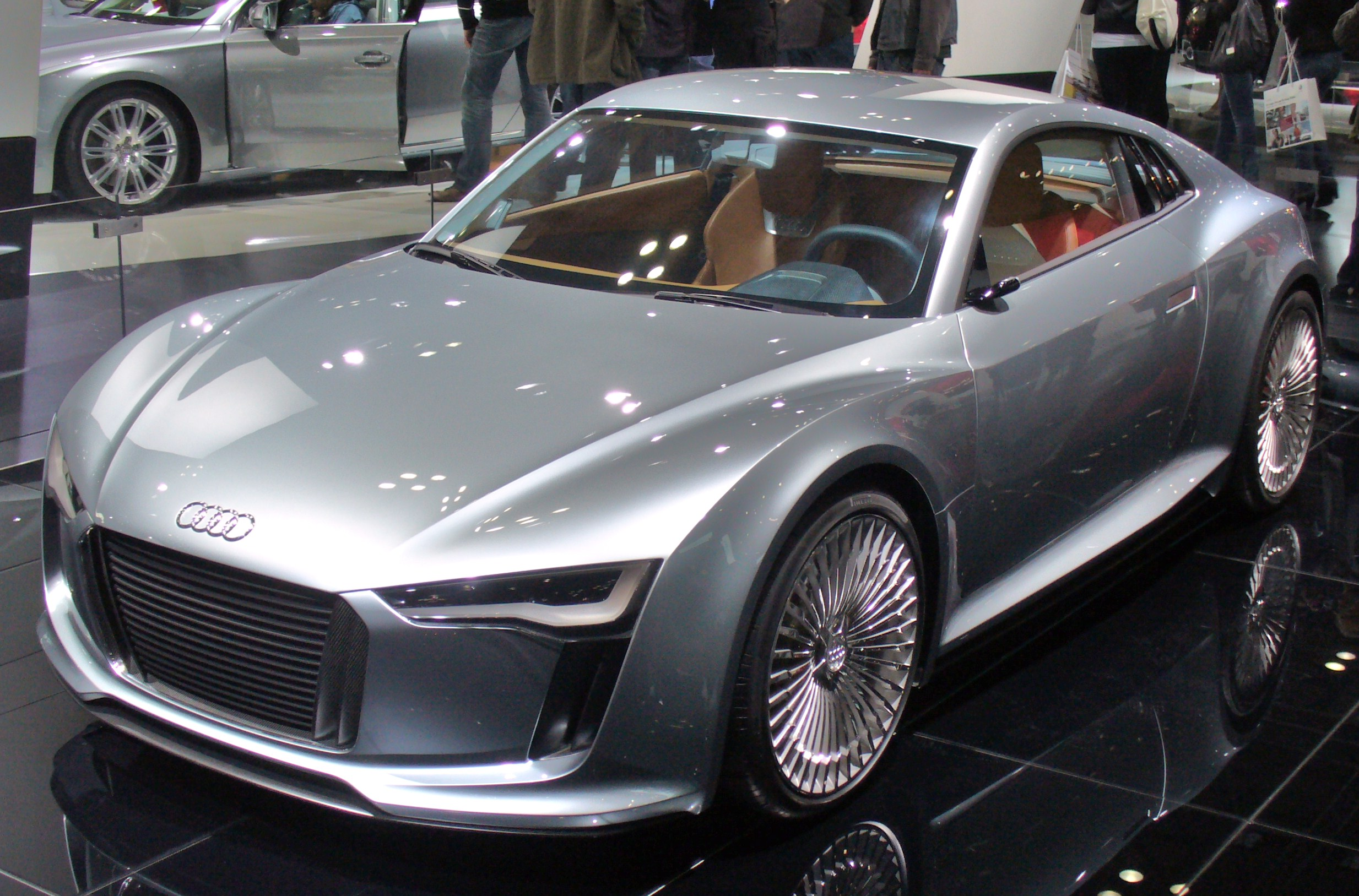
Der Audi e-tron Detroit 2010 auf der Automobil International 2010

Zur North American International Auto Show 2010 wurde eine weitere Version des e-tron vorgestellt. Das e-tron Detroit Showcar ist kompakter und weniger leistungsstark als das Frankfurter Pendant. Dafür wurde mehr Wert auf den Innenraum und innovative Bedienkonzepte via Smartphone gelegt.
Auf dem Genfer Auto-Salon wurde der Audi A1 e-tron vorgestellt. Dabei handelt es sich um eine Hybridversion des A1 mit 75 kW starkem Elektromotor und Wankelmotor als sogenannten Range Extender.
Die Spyder-Studie wurde beim Pariser Autosalon 2010 präsentiert. Das Design des Cabriolets lehnt sich an dem des e-tron aus Frankfurt an. Technisch gesehen handelt es sich beim Spyder allerdings um ein Plug-In-Diesel-Hybridauto. Durch das Zusammenspiel eines Drei-Liter Sechszylinder Dieselmotors mit 221 kW und zwei Elektromotoren mit insgesamt 64 kW, welche an der Vorderachse arbeiten, soll die 100-km/h-Grenze in 4,4 Sekunden erreicht werden. Der Normverbrauch soll bei 2,2 Liter Diesel pro 100 km liegen.
Zur Auto Shanghai 2011 wurde schließlich das jüngste Konzept der Reihe vorgestellt. Das A3 e-tron Concept ist abermals als Plug-In-Hybrid, bestehend aus einem 1,4-l-TFSI-Motor (155 kW/211 PS) und einem Elektromotor mit 20 kW. Die Systemleistung der Limousine beträgt somit 175 kW (238 PS).